# Кайтагский диалект
Кайтагский диалект — один из наиболее архаичных диалектов кумыкского языка, который наиболее отдален от литературного кумыкского языка. В связи взаимодействия с другими дагестанскими языками, имеет богатый пласт смычно-гортанных согласных. Распространён среди кумыкского населения Кайтагского района и Каякентского района Республики Дагестан.

## Примеры диалектизмов
Некоторые примеры диалектизмов:
| Кайтагский  | Литер. кумыкский | Русский    |
| ----------- | ---------------- | ---------- |
| ме          | мин              | я          |
| гьари       | къайда           | где        |
| гIаьмуър    | яшав             | жизнь      |
| уйувуз      | уьюбюз           | наш дом    |
| баргъада    | бар чы           | иди же     |
| йокъкъада   | ёкъ чу           | нету же    |
| йативидим   | ятгъан эдим      | я лежал    |
| гIани       | ону              | его        |
| гIагъари    | огъар            | ему        |
| элу         | оьлю             | покойник   |
| элгени      | оьлген           | умерший    |
| чIивихъ     | чубукъ           | палка      |
| чIимна      | чюмле            | щипать     |
| достIумал   | тастымал         | полотенце  |
| саннухъ     | сандыкъ          | сундук     |
| йустухъ     | ястыкъ           | подушка    |
| нийтIуьгуьл | неге тюгюл       | потому что |

Также в кайтагском имеется ряд слов которых нету в литературном кумыкском языке например: п1ац1ари - «тонкий хлеб»,  кьанц – «уксус»,  лап1и - «тапочка»,  ч1арт1ик «птенчик», бук1а - «холм», к1еме – «масло», ч1ат1а - «ласточка», ч1анк1а - «палас», къ1ий - «заостри», ч1ап1а - «плоский», арк1а – «телёнок», к1ик1имав - «сова», хинк1е – «хинкал», ч1ик1а - «цыплёнок» и др.
Интересный факт в кайтагском диалекте для обозначения для обозначения слова мама, общекумыкского ана употребляются 16 терминов: ана, анамка, аба, абашка, бажув уму, агум, ижашим, бижим, убу, адайим, адай, баджим, мамам, бадим, тетей.

## Говоры
В кайтагском диалекте можно выделить следующие говоры:
1) янгикентский говор (Янгикент, Маджалис, Тумеллер),
2) башлыкентский говор (Башлыкент, Джаванкент, Капкаякент),
3) каякентский говор (Каякент, Усемикент),
4) алходжакентский говор (Алходжакент),
5) утамышский говор (Утамыш),
6) уллубийаульский говор (Уллубийаул).

### Особенности каждого говора

#### Янгикентский говор
1. Употребление аффикса принадлежности -ммиз, -иммиз, вместо -быз, -ыбыз: инаммиз – лит. инебиз «наша иголка», ануммиз – лит. анабыз «наша мать», атуммиз – лит. атыбыз «наша лошадь»
2. В янгикентском говоре встречаются смычногортанные согласные к1, п1, ч1, т1: ч1ика «цыпленок», ч1анка «палас», ч1ава «напиток», к1ана «платок».
3. В янгикентском говоре не употребляется частица -гъа со значением «же», «ведь», «конечно», которая не характерна для других говоров кайтагского диалекта: баргъа – лит. бар чы «иди же», йокъкъа – лит. ёкъ чу «нету же», т1ургъа – лит. тур чу «встань же».

#### Утамышский говор
Отличительной особенностью данного говора является употребление аффикса принадлежности -миз, -имиз, вместо -быз, -ыбыз: г1инамиз – лит. инебиз «наша иголка», анумиз – лит. анабыз «наша мать», атумиз – лит. атыбыз «наша лошадь», а также употребление аффикса –миз вместо -быз в глаголах настоящего времени: гелемиз – лит. гелебиз «мы идем», барамиз – лит. барабыз «мы уходим», г1ухуймиз – лит. охуйбуз «мы читаем», ййуруймиз – лит. юрюйбюз «мы ходим».

#### Алходжакентский говор
1. Употребление в говоре лабиализованного гласного [г1аь] в первом слоге слова: баьр – лит. бар «иди», къаьра – лит. къара «черный», г1аьталар – лит. аталар «отцы», г1аьналар – лит. аналар «матери».
2. Особая форма выражения 3 лица глаголов единственного и множественного числа прошедшего времени. Формы прошедшего времени изъявительного наклонения образуются с помощью [э], [йэ]. Если основной глагол оканчивается на согласный, то к нему прибавляется [э], а если на гласный [йэ]: алайэ – лит. ала эди «он брал», барайэ – лит. бара эди «он шел», беклейэ – лит. беклей эди «он запирал».
3. Выпадает согласный [м] в аффиксах 1 лица единственного числа глаголов изъявительного наклонения: ме гелду – лит. гелдим «я пришел» ме баьрди – лит. бардым «я пошёл».
4. Встречаются сингармонические параллелизмы: г1оърмай – лит. гёрмей «не видит», г1оърда – лит. оьрде «наверху», суъмай – лит. сюймей «не любит».

#### Каякентский говор
Основной особенностью говора села Каякент является отсутствие в нем абруптивов. Усемикентский говор, хотя является смешанным, однако близок к каякентскому говору. В усемикентском говоре спорадически встречаются смычногортанные согласные [к1, п1, ч1, т1]: ч1ика «цыпленок», ч1анка «палас», ч1ава «напиток», к1ана «платок». Другой особенностью каякентского говора является соблюдение в некоторой степени закона сингармонизма. Ср.: янг., башл., утам. к1иса, бизгъа, сизгъа, каяк. кисе, бизге, сизге, лит. кисе, бизге, сизге «карман», «нам», «вам».

#### Уллубийаульский говор
Основной отличительной особенностью говора является отсутствие частиц -гъа, -гъари, характерных для всех говоров кайтагского диалекта. Не функционирует в данном говоре также опередненный [г1аь]. Аффикс принадлежности первого лица множественного числа имеет в говоре два варианта: лабиализованный -вуз, -увуз; нелабиализованный -виз, -ивиз: йашивиз – лит. яшыбыз «наш сын», уйувуз – лит. уьюбюз «наш дом», г1атавуз – лит. атабыз «наша мать», г1анавуз – лит. анабыз «наша мать». Спорадически встречаются в каранайульском подговоре абруптивы [к1, т1, п1, къ1]. В уллубийаульском говоре не употребляется частица - гъада, со значением «же», «ведь», «конечно», которая характерна для других говоров кайтагского диалекта: баьргъада – лит. бар чы «иди же», йокъкъада – лит. ёкъ чу «нету же», т1иргъаьда – лит. тур чу «встань же».

#### Башлыкентский говор
В данном говоре вместо аффикса -быз употребляется -виз -вуз, вместо -ыбыз, -ивиз, -увуз: г1анавуз – лит. анабыз «наша мать», г1атавуз – лит. атабыз «наш отец», г1ативуз – лит. атыбыз «наша лошадь».
Отличительной особенностью башлыкентского говора является употребление давнопрошедшего времени, который образуется сочетанием глаголов прошедшего результативного времени на -ып, – уп со спрягаемым глаголом эди: йативидим – лит. ятгъан эдим «я лежал когда-то», сативидим – лит. сатгъан эдим «я продал когда – то». Употребление [и] вместо [э] во вспомогательном глаголе эди встречается и во всех сложных формах глаголов, которые образуются с помощью эди: къалиридим – лит. къалар эдим «я остался бы», гелиридим – лит. гелер эдим «я пришел бы».

## Географическое распространение
Кайтагский диалект распространён в кумыкских сёлах Кайтагского района  и Каякентского района Республики Дагестан.

## Лингвистические особенности
Кайтагский диалект характеризуется рядом фонетических особенностей, отличающих его от других диалектов кумыкского языка. В частности, отмечается наличие смычно-гортанных согласных, таких как «цI», «кI», «тI», «чI», что является результатом влияния дагестанских языков.

## Лексика
Лексика кайтагского диалекта включает наибольшее количество заимствований из других дагестанских языков в отличие от других кумыкских диалектов, что отражает исторические и культурные тесные контакты с соседними народами.
Кайтагский диалект кумыкского языка представляет собой уникальную ветвь кумыкского языка с богатым фонетическим, морфологическим и лексическим строем. Несмотря на отсутствие официальной письменности, он продолжает играть важную роль в культурной и социальной жизни.